# (5369) Virgiugum
(5369) Virgiugum ist ein Asteroid des Hauptgürtels, der am 22. September 1985 vom Schweizer Astronomen Paul Wild am Observatorium Zimmerwald der Universität Bern bei einer Helligkeit von 16,5 mag entdeckt wurde. Nachträglich konnte der Asteroid bereits auf Aufnahmen nachgewiesen werden, die im September 1934 am Observatorium in Uccle, im August 1951 am Palomar-Observatorium, sowie im November 1975 und Juli 1978 am Krim-Observatorium gemacht wurden.
Die latinisierte Bezeichnung des Asteroiden bedeutet „Joch der Jungfrau“, in Anlehnung an das Jungfraujoch, auf dem sich das Sphinx-Observatorium befindet. Die Ordnungszahl 5369 des Asteroiden lässt sich auch aus den Ordnungszahlen der Asteroiden (2040) Chalonge und (3329) Golay zusammensetzen, die nach Astronomen benannt sind, die dort geforscht hatten.